# Fannie Thomas
Francis Leora Thomas, detta Fannie (Contea di Hancock, 24 aprile 1867 – Los Angeles, 22 gennaio 1981), è stata una supercentenaria statunitense.
Fino al 2023, si riteneva che avesse detenuto il titolo di decana dell'umanità dal 25 aprile 1978, con la morte della connazionale Alice Coles, al suo stesso decesso, avvenuto oltre due anni dopo. Inoltre Fannie Thomas, il 15 novembre 1980, superò l'età finale di Delina Filkins, deceduta nel 1928 a 113 anni e 214 giorni, divenendo, come tuttora dichiarato dal Guinness dei primati e dal Gerontology Research Group, la persona più longeva di sempre fino a quel momento. Indagini condotte dall'associazione gerontologica LongeviQuest hanno permesso però di stabilire che un'altra statunitense, Eliza Underwood, nata il 15 marzo 1867 e deceduta il 27 gennaio 1981 (cioè solo cinque giorni dopo la Thomas), sarebbe stata la reale detentrice del temporaneo record storico di longevità. Il primato non unanimemente riconosciuto a Fannie Thomas, in ogni caso, è stato superato nel 1985 (il 14 maggio, non considerando l'età della Underwood e il 17 giugno, tenendo il considerazione la validazione della Underwood) da un'altra statunitense, Augusta Holtz.

## Biografia
Fannie Thomas nacque nella contea di Hancock, in Illinois nel 1867, in una famiglia di 4 figli. Lavorò in cartoleria attorno ai 30 anni, poi iniziò a vendere cappelli e mobili; in seguito gestì una fattoria ortofrutticola in Idaho. Dal 1920 al 1927 visse con la sorella Marietta a Los Angeles, città dove rimase fino alla morte.
Dalla morte della francese Marie-Virginie Duhem il 25 aprile 1978, Fannie Thomas venne considerata la persona vivente più anziana del mondo la cui età fosse verificata; in verità, stando ad accertamenti condotti dall'associazione di ricerca gerontologica LongeviQuest, la persona vivente più longeva risultò essere per un periodo la 113enne statunitense Alice Coles; solo alla morte di quest'ultima, il 5 novembre 1978, Fannie Thomas divenne realmente la nuova decana dell'umanità. Il 25 novembre 1980 superò l'età finale di 113 anni e 214 giorni della persona più longeva di tutti i tempi la cui età fosse stata verificata, ossia la statunitense Delina Filkins (1815-1928). 58 giorni dopo aver conquistato quest'ultimo primato, all'età di 113 anni e 273 giorni, Fannie Thomas morì per le complicanze di una polmonite; il titolo di decana dell'umanità passò così alla 112enne francese Augustine Tessier.
Il segreto della longevità della Thomas, a suo dire, consisteva nel non essersi mai sposata e nell'aver sempre consumato una particolare salsa di mele tre volte al giorno. Nel giorno del suo 113º compleanno, dichiarò di non sentirsi molto coinvolta dal clamore di essere la persona vivente più anziana del mondo.
Anche il fratello e le due sorelle della Thomas vissero molto a lungo: sua sorella maggiore, Marietta, visse fino a 101 anni e l'altra sorella maggiore, Lucy, visse fino a 102. Il suo unico fratello, William, morì all'età di 91 anni.
Il suo record di età più avanzata mai raggiunta ufficialmente da un essere umano fu superato il 14 maggio 1985 da Augusta Holtz, statunitense di origini tedesche, la quale divenne poi la prima persona della storia a compiere con certezza prima i 114, poi i 115 anni. Fino al novembre 2023, la data di nascita ufficiale di Fannie Thomas fu il 14 aprile 1867, come stabilito dal Gerontology Research Group (GRG) nel 2002; ricerche condotte dall'associazione di studio gerontologico LongeviQuest hanno permesso di datare la nascita della donna il 24 aprile 1867; la stessa Thomas aveva sempre dichiarato di essere nata in realtà dieci giorni dopo la data ufficialmente dichiarata dal GRG. Sebbene fino al 1985 - quando ancora non era stata validata l'età di Eliza Underwood - fosse risultata la persona più longeva della storia, Fannie Thomas nel 2012 uscì dalla lista globale delle 100 persone più longeve verificate.